# Condado de Twiggs
El condado de Twiggs (en inglés: Twiggs County), fundado en 1809, es uno de 159 condados del estado estadounidense de Georgia. En el año 2000, el condado tenía una población de 10 590 habitantes y una densidad poblacional de 11 personas por km². La sede del condado es Jeffersonville.

## Geografía
Según la Oficina del Censo, el condado tiene un área total de 940 km² (362,9 mi²), de la cual 933 km² (360,2 mi²) es tierra y 7 km² (2,7 mi²) (0.73%) es agua.

### Condados adyacentes
- Condado de Wilkinson (noreste)
- Condado de Laurens (sureste)
- Condado de Bleckley (sur)
- Condado de Houston (suroeste)
- Condado de Bibb (oeste)
- Condado de Jones (noroeste)

## Demografía
Según el censo de 2000, había 10 590 personas, 3832 hogares y 2862 familias residiendo en la localidad. La densidad de población era de 21 hab./km². Había 4291 viviendas con una densidad media de 5 viviendas/km². El 54.88% de los habitantes eran blancos, el 43.65% afroamericanos, el 0.21% amerindios, el 0.11% asiáticos, el 0.03% isleños del Pacífico, el 0.25% de otras razas y el 0.87% pertenecía a dos o más razas. El 1.06% de la población eran hispanos o latinos de cualquier raza.
Los ingresos medios por hogar en la localidad eran de $31 608, y los ingresos medios por familia eran $38 715. Los hombres tenían unos ingresos medios de $31 141 frente a los $22 057 para las mujeres. La renta per cápita para el condado era de $14 259. Alrededor del 19.70% de la población estaban por debajo del umbral de pobreza.

## Transporte

### Principales carreteras
- Interestatal 16
- U.S. Route 23
- U.S. Route 80
- U.S. Route 129
- Ruta Estatal de Georgia 18
- Ruta Estatal de Georgia 19
- Ruta Estatal de Georgia 57
- Ruta Estatal de Georgia 87
- Ruta Estatal de Georgia 96
- Ruta Estatal de Georgia 358

## Localidades
- Allentown
- Danville
- Jeffersonville
- Dry Branch